# Alex Zahara
Alexander Zahara, detto Alex (Grande Prairie, 27 marzo 1962), è un attore e doppiatore canadese, specializzato nel doppiaggio di serie d'animazione statunitensi e giapponesi.

## Biografia

### Inizi
Alex Zahara è nato in Canada, a Grande Prairie, Alberta. Fin da bambino si appassiona alla recitazione, in particolare ammira il cinema classico di Humphrey Bogart e James Cagney. Ha frequentato il liceo presso la Grande Prairie Composite High School, dove ottiene una borsa di studio per aver diretto la versione teatrale di M*A*S*H e viene introdotto nella parete d'onore dell'istituto, che tra gli ex-alunni conta la medaglia d'argento olimpica Willie deWit e il campione mondiale di skeleton Michelle Skelly.
Zahara ha in seguito frequentato la University of Alberta e la University of British Columbia, dove ha ottenuto un bachelor in belle arti ed una laurea in recitazione.

### Carriera
Dopo la laurea, Alex incomincia a recitare a livello professionistico e viene nominato più volte agli Award. Nel 1999 ottiene il primo ruolo importante nel film Il 13° guerriero, con Antonio Banderas e Omar Sharif. Tale ruolo gli vale la candidatura a due Jessie Richardson Awards, uno dei quali vinto, e ai 2000 Leo Awards.
Alex Zahara ha preso parte a svariati film TV e serie televisive, tra cui: Sentinel (1996), otto ruoli differenti in Stargate SG-1 (1997), Oltre i limiti (1995), Terra di confine - Open Range (2003), Jeremiah (2002), Beggars and Choosers (1999), Battlestar Galactica (2003), Masters of Science Fiction (2007), Masters of Horror (2007) e la mini-serie di Stephen King Kingdom Hospital (2003).
Inoltre ha doppiato numerose serie d'animazione.

## Filmografia

### Cinema
- Il 13º guerriero (The 13th Warrior), regia di John McTiernan (1999)
- Terra di confine - Open Range (Open Range), regia di Kevin Costner (2003)
- 2012, regia di Roland Emmerich (2009)
- Django Gunless (Gunless), regia di William Phillips (2010)
- Io & Marley 2 - Il terribile (Marley & Me: The Puppy Years), regia di Michael Damian (2011)
- Horns, regia di Alexandre Aja (2013)
- Brain on Fire, regia di Gerald Barrett (2016)
- Final Destination Bloodlines, regia di Zach Lipovsky e Adam Stein (2025)

### Televisione
- Viper - serie TV, episodio 3x21 (1998)
- Sentinel - serie TV, episodio 3x22 (1998)
- Dead Man's Gun - serie TV, episodio 2x06 (1998)
- Welcome to Paradox - serie TV, episodio 1x12 (1998)
- Stargate SG-1 - serie TV, 8 episodi (1998-2003)
- The Net - serie TV, episodio 1x20 (1999)
- Oltre i limiti (The Outer Limits) - serie TV, episodio 5x12 (1999)
- Nothing Too Good For a Cowboy - serie TV, episodio 2x8 (1999)
- First Wave - serie TV, episodio 2x08 (1999)
- Beggars and Choosers - serie TV, 7 episodi (1999)
- Strange World - serie TV, episodio 1x12 (2000)
- Secret Agent Man - serie TV, episodio 1x02 (2000)
- Andromeda - serie TV, episodio 1x13 (2001)
- The Immortal - serie TV, episodio 1x11 (2001)
- Dark Angel - serie TV, episodi 1x9, 1x11 (2001)
- Jeremiah - serie TV, 5 episodi (2002)
- La zona morta (Dead Zone) - serie TV, episodio 2x16 (2003)
- Tru Calling - serie TV, episodio 1x17 (2004)
- Touching Evil - serie TV, episodio 1x11 (2004)
- Cold Squad - Squadra casi archiviati (Cold Squad) - serie TV, episodio 7x07 (2004)
- Kingdom Hospital - serie TV, episodi 1x11-1x12 (2004)
- Battlestar Galactica - serie TV, episodio 1x11 (2005)
- Masters of Horror - serie TV, episodio 1x07 (2005)
- Young Blades - serie TV, episodio 1x06 (2005)
- The Collector - serie TV, episodio 3x02 (2006)
- Blood Ties - serie TV, episodio 1x05 (2007)
- I maestri della fantascienza (Masters of Science Fiction) - serie TV, episodio 4 (2007)
- Smallville - serie TV, episodio 7x07 (2007)
- Sanctuary - serie TV, episodio 1x04 (2008)
- Supernatural - serie TV, episodio 4x12 (2009)
- Impatto dal cielo (Impact) - serie TV, episodio 1x02 (2009)
- Fringe - serie TV, episodio 2x05 (2009)
- The Guard - serie TV, episodio 2x12 (2009)
- Psych - serie TV, episodio 4x14 (2010)
- True Justice - serie TV, episodio 1x12 (2011)
- C'era una volta (Once Upon a Time) - serie TV, episodi 1x06, 3x21 (2011, 2014)
- The Killing - serie TV, episodio 2x10 (2012)
- Arrow - serie TV, episodio 1x08 (2013)
- Level Up - serie TV, episodio 2x10 (2013)
- Quando chiama il cuore (When Calls the Heart) - serie TV, episodio 1x07 (2014)
- Motive - serie TV, episodio 2x10 (2014)
- Strange Empire - serie TV, episodio 1x02 (2014)
- The Returned - serie TV, episodio 1x07 (2015)
- The Whispers - serie TV, episodio 1x10 (2015)
- Almost Actors - serie TV, episodio 2x05 (2015)
- L'uomo nell'alto castello (The Man in The High Castle) - serie TV, 8 episodi (2015-2018)
- When We Rise - serie TV, episodio 1x04 (2016)
- Supergirl - serie TV, episodio 3x04 (2017)
- Riverdale - serie TV, 3 episodi (2017-2019)
- iZombie - serie TV, episodio 5x13 (2019)
- See - serie TV, episodio 1x08 (2019)
- Batwoman - serie TV, 4 episodi (2019)
- Home Before Dark - serie TV, episodi 1x04, 2x02 (2020-2021)
- Chad - serie TV, episodio 1x01 (2021)
- School Spirits - serie TV, 9 episodi (2023-2025)

### Doppiaggio

#### Serie Animate
- Roswell Conspirancies: Aliens, Myths & Legends - serie animata, 47 episodi (1997-1999) - voce di James Rinaker
- Nana - serie animata, 34 episodi (2006-2009) - voce inglese del Sig. Muzuki
- Mobile Suit Gundam 00 - serie animata, 49 episodi (2007-2009) - voci varie
- Black Lagoon: Roberta's Blood Trail - serie animata, 2 episodi (2011) - voce inglese di L.G.
- Eternals - serie animata, 10 episodi (2014) - voci varie
- Gintama - serie animata, 11 episodi (2015-2016) - voce inglese di Shinsuke Takasugi
- Nils Holgersson - serie animata, 5 episodi (2017)
- ReBoot: The Guardian Code - serie animata, 18 episodi (2018) - voci varie
- My Little Pony: L'amicizia è magica (My Little Pony) - serie animata, episodio 8x05 (2018) - voce di Jack Pot
- LEGO Jurassic World: The Secret Exhibit - serie animata, 2 episodi (2018) - voce di Vic Hoskins
- LEGO Jurassic World - La leggenda di Isla Nublar (Lego Jurassic World: Legend of Isla Nublar)  - serie animata, 12 episodi (2019-2020) - voce di Vic Hoskins e voci aggiuntive
- Marvel Battleworld: Mistery of The Thanostones - serie animata, episodio 1x02 (2020) - voce di Zombie Red Skull
- LEGO Jurassic World - Double Trouble - serie animata, episodio 1x02 (2020) - voce di Vic Hoskins
- Tobot Galaxy Detectives - serie animata, 4 episodi (2020) - voce inglese di Viking Nine
- LEGO Marvel Avengers: Time Twisted - film animato, regia di Ken Cunningham (2022) - voce di Red Skull

#### Videogiochi
- Dead Rising 4 - videogioco (2016) - voce di PMC
- Thimbleweed Park - videogioco (2017) - voce di Franklin
- JETT: The Fat Shore - videogioco (2021) - voce di Pasha

## Doppiatori italiani
Nelle versioni in italiano delle opere in cui ha recitato, Alex Zahara è stato doppiato da:
- Simone Mori in Stargate SG-1
- Achille D'Aniello in Kingdom Hospital
- Alberto Angrisano in Smallville
- Vladimiro Conti in Fringe
- Gianfranco Miranda in Psych
- Federico Danti in Io & Marley 2 - Il terribile
- Sergio Lucchetti in C'era una volta
- Guido Sagliocca in The Killing
- Carlo Petruccetti in Motive
- Gabriele Tacchi ne L'uomo nell'alto castello
- Alessandro Ballico in Brain on Fire
- Emilio Mauro Barchiesi in Riverdale
- Luca Ghignone in School Spirits
- Stefano Valli in Batwoman

Da doppiatore è sostituito da:
- Enrico Bertorelli in Roswell Conspiracies
- Luca Bottale in ReBoot: The Guardian Code